# Ordre de bataille lors de la bataille de Saint-Cast
Ce qui suit est l'ordre de bataille des forces militaires en présence lors de la bataille de Saint-Cast, qui eut lieu le 11 septembre 1758 pendant la guerre de Sept Ans.

## Forces du royaume de France
Les troupes françaises fortes de 7 000 hommes environ, sont sous les ordres d'Emmanuel Armand de Vignerot du Plessis-Richelieu, duc d'Aiguillon et commandant en chef de la Bretagne. 
- Armée régulière royale 
  - Régiment de Royal-Vaisseaux (2 bataillons)
  - Régiment de Bourbon (2 bataillons)
  - Régiment de Cossé (2 bataillons)
  - Régiment de Bresse (1 bataillon)
  - Régiment de Quercy (1 bataillon)
  - Grenadiers (300 hommes)
  - Dragons de Marboeuf (2 escadrons)
  - 12 picquets[1] d’infanterie
  - Régiment de Boulonnais (1 bataillon)
  - Régiment de Brie (1 bataillon)
  - Régiment de Penthièvre (2 bataillons)
  - Régiment des Volontaires étrangers (1 bataillon)

- Milice – Troupes terrestres
  - Milice de Fontenay-le-Comte (1 bataillon)
  - Milice de Marmande (1 bataillon)

- Milice - Garde-Côtes 
  - Milice de Dol
  - Milice de Saint-Malo
  - Milice de Treguier
  - Milice de Dinan
  - Milice de Morlaix
  - Milice de Brest
  - Milice de Saint-Brieuc

- Artillerie (Régiment de Strasbourg artillerie)
  - 10 canons
  - 8 mortiers

## Forces du royaume de Grande-Bretagne
Les troupes du royaume de Grande-Bretagne, fortes de 42 500 hommes environ, dont 10 000 fantassins sous commandement du général Thomas Bligh et des amiraux George Anson et Richard Howe
Marine
La marine sous commandement des amiraux George Anson et Richard Howe est composée de :
- 22 000 marins
- 6 000 marines
- 5 000 marins marchands
- 27 navires de ligne
- 19 frégates
- 5 corvettes
- 2 brûlots
- 2 galiotes à bombes
- 100 navires de transport
- 20 tenders
- 10 cutters

Forces terrestres
Les forces terrestres, d'environ 10 000 hommes sous commandement du général Edward Bligh sont composées de :
- 1st Regiment of Foot Guards (environ ½ bataillon)
- 2nd Coldstream Regiment of Foot Guards (1 bataillon) * 3rd Scots Regiment of Foot Guards (1 bataillon)
- 5th Bentwick's Regiment of Foot (en)
- 24th Cornwallis' Regiment of Foot
- 30th London's Regiment of Foot
- 33rd Hay's Regiment of Foot
- 34th Effingham's Regiment of Foot
- 36th Manner's Regiment of Foot
- 67th Wolfe's Regiment of Foot
- 68th Lambton's Regiment of Foot
- 72nd Duke of Richmond’s Regiment of Foot
- 1 régiment de dragons
- 400 artilleurs avec 60 canons